# Troy Dalbey
Troy Lane Dalbey (født 19. september 1968 i Cincinnati, Ohio, USA) er en tidligere amerikansk svømmer, og dobbelt olympisk guldvinder. Han specialiserede sig i disciplinen fristil.
Dalbey svømmede i college-årene for University of Florida og Arizona State University. Han blev udtaget til OL i 1988 i Seoul. Her var han en del af de amerikanske stafet-hold, der vandt guld på både 4x100 meter og 4x200 meter fristil. Under fejringen af guldmedaljerne på en bar i Seoul stjal han sammen med holdkammeraten Doug Gjertsen en marmorstatue, hvorefter han i første omgang blev arresteret af det sydkoreanske politi, og efterfølgende smidt af det amerikanske hold og hjemsendt fra legene.
Dalbey deltog også ved VM i 1991 i Perth, Australien. Her var han på det sølvvindende amerikanske hold på 4x200 meter fristil-stafetten.

## OL-medaljer
- 1988:  Guld i 4x100 meter fristil med USA
- 1988:  Guld i 4x200 meter fristil med USA

## VM-medaljer
- VM i svømning 1991:  Sølv i 4x200 meter fristil med USA

## Eskterne henvisninger
- Dalbey på Sports-reference.com Arkiveret 19. juni 2009 hos  Wayback Machine
- New York Times-artikel om Dalbeys arrestation og hjemsendelse under OL i 1988

1. ↑  Navnet er anført på engelsk og stammer fra Wikidata hvor navnet endnu ikke findes på dansk.
2. ↑  Navnet er anført på engelsk og stammer fra Wikidata hvor navnet endnu ikke findes på dansk.